# Монона (Айова)
Монона (англ. Monona) — місто (англ. city) в США, в окрузі Клейтон штату Айова. Населення — 1471 особа (2020).

## Географія
Монона розташована за координатами 43°3′5″ пн. ш. 91°23′28″ зх. д. / 43.05139° пн. ш. 91.39111° зх. д. (43.051273, -91.391204).  За даними Бюро перепису населення США в 2010 році місто мало площу 3,02 км², уся площа — суходіл.

## Демографія
Згідно з переписом 2010 року, у місті мешкало 1549 осіб у 675 домогосподарствах у складі 440 родин. Густота населення становила 513 особи/км².  Було 725 помешкань (240/км²).
Расовий склад населення:
| - 98,3 % — білих - 0,5 % — чорних або афроамериканців - 0,3 % — азіатів - 0,1 % — корінних американців |

До двох чи більше рас належало 0,6 %. Частка іспаномовних становила 1,0 % від усіх жителів.
За віковим діапазоном населення розподілялося таким чином: 23,6 % — особи молодші 18 років, 56,2 % — особи у віці 18—64 років, 20,2 % — особи у віці 65 років та старші. Медіана віку мешканця становила 42,4 року. На 100 осіб жіночої статі у місті припадало 94,4 чоловіків;  на 100 жінок у віці від 18 років та старших — 89,7 чоловіків також старших 18 років.
Середній дохід на одне домашнє господарство  становив 56 502 долари США (медіана — 48 209), а середній дохід на одну сім'ю — 69 302 долари (медіана — 60 714). За межею бідності перебувало 8,7 % осіб, у тому числі 7,4 % дітей у віці до 18 років та 12,0 % осіб у віці 65 років та старших.
Цивільне працевлаштоване населення становило 940 осіб. Основні галузі зайнятості: виробництво — 27,2 %, освіта, охорона здоров'я та соціальна допомога — 16,2 %, роздрібна торгівля — 13,6 %.